# Marian Gotowiec (profesor)
Marian Gotowiec, pseud. Andrzej Kruszewski, Oracz, Walenty Rybak (ur. 3 września 1913 w Kruszach, zm. 19 października 1973 w Warszawie) – polski działacz państwowy, rektor Wyższej Szkoły Gospodarstwa Wiejskiego w Cieszynie i Wyższej Szkoły Rolniczej w Olsztynie, wiceminister państwowych gospodarstw rolnych, wieloletni przewodniczący prezydium Wojewódzkiej Rady Narodowej w Olsztynie, poseł na Sejm PRL VI kadencji.

## Życiorys
Pochodził z zamożnej rodziny chłopskiej, był synem Franciszka. Ukończył Średnią Szkołę Rolniczą w Sobieszynie oraz Wyższą Szkołę Gospodarstwa Wiejskiego w Cieszynie (1934) z dyplomem inżyniera rolnika. Działał w Akademickim Związku Młodzieży Ludowej. Po odbyciu służby wojskowej był praktykantem w Okręgowym Towarzystwie Organizacji i Kółek Rolniczych w Radzyminie, potem kierownikiem struktur tego towarzystwa w Przasnyszu. Brał udział w wojnie obronnej w 1939, ranny w obronie Modlina. Podczas okupacji współpracował z organizacją „Polska Żyje” i ze Związkiem Walki Zbrojnej, a w 1941 wstąpił do Batalionów Chłopskich. Był komendantem BCh na powiat wołomiński. Zasiadał także w powiatowym i wojewódzkim kierownictwie Stronnictwa Ludowego „Roch”. W latach 1944–1946 służył w Wojsku Polskim, w Głównym Zarządzie Polityczno-Wychowawczym. Brał udział w wyzwalaniu Warszawy w styczniu 1945.
Od lutego 1946 był członkiem Polskiej Partii Robotniczej. W tym samym roku podjął pracę w Zarządzie Głównym Związku Samopomocy Chłopskiej, gdzie kierował wydziałem oświaty rolniczej. Na przełomie 1947 i 1948 pracował w Ministerstwie Rolnictwa i Reform Rolnych. Ukończył studia w Szkole Partyjnej przy Komitecie Centralnym PPR (potem Polskiej Zjednoczonej Partii Robotniczej, do której Marian Gotowiec należał od jej powstania w grudniu 1948) i w 1949 objął katedrę ekonomii politycznej w Wyższej Szkole Gospodarstwa Wiejskiego w Cieszynie, został również rektorem tej uczelni. Po przeniesieniu szkoły do Olsztyna został w październiku 1950 powołany na pierwszego rektora Wyższej Szkoły Rolniczej (późniejszej Akademii Rolniczo-Technicznej). Zasłużył się dla organizacji olsztyńskiej uczelni.
W kwietniu 1953 został powołany na podsekretarza stanu w Ministerstwie Państwowych Gospodarstw Rolnych, kierowanym kolejno przez Hilarego Chełchowskiego, Stanisława Radkiewicza i Mieczysława Moczara. W listopadzie 1956 przeniesiono go do pracy w Centralnym Zarządzie Kółek Rolniczych.
Od stycznia 1960 pełnił funkcję przewodniczącego prezydium Wojewódzkiej Rady Narodowej w Olsztynie (odpowiednik wojewody). Pozostawał na tym stanowisku do kwietnia 1972 (zastąpił go Sergiusz Rubczewski). Od 1972 sprawował mandat poselski w Sejmie VI kadencji. Pełnił liczne funkcje partyjne i społeczne, był m.in. szefem wojewódzkich struktur Frontu Jedności Narodu, Związku Bojowników o Wolność i Demokrację i Towarzystwa Przyjaźni Polsko-Radzieckiej, członkiem egzekutywy Komitetu Wojewódzkiego PZPR w Olsztynie, zastępcą członka Komitetu Centralnego PZPR (1968–1971), członkiem Centralnej Komisji Rewizyjnej PZPR (od 1971). Był delegatem na IV, V i VI zjazd partii.
W czerwcu 1968 wszedł w skład Komitetu Przygotowawczego obchodów 500. rocznicy urodzin Mikołaja Kopernika.
W 1937 poślubił Jadwigę z domu Kuklińską. Miał synów Andrzeja i Józefa. Zmarł po długiej chorobie. Spoczywa na cmentarzu komunalnym w Olsztynie (kw. 16B rząd 3 grób 7-8).

## Odznaczenia i upamiętnienie
Był odznaczony Orderem Sztandaru Pracy I i II klasy (1964) oraz Krzyżem Komandorskim, Oficerskim i Kawalerskim Orderu Odrodzenia Polski, Orderem Krzyża Grunwaldu III klasy, Złotym (1951) i Srebrnym Krzyżem Zasługi, Honorową odznaką Zrzeszenia Studentów Polskich (1964) i Orderem Czerwonego Sztandaru. Został wpisany do Księgi Honorowej Samorządu Mieszkańców Olsztyna – Miejskiej Rady Narodowej, jego imię nadano jednej z ulic Olsztyna (1976) oraz auli w gmachu Wydziału Zootechnicznego Akademii Rolniczo-Technicznej w Olsztynie (1974, obecnie Uniwersytet Warmińsko-Mazurski). Nazwa ulic Mariana Gotowca została wytypowana do zmian jako wypełniająca, zdaniem IPN, normę art. 1 Ustawy z dnia 1 kwietnia 2016 r. o zakazie propagowania komunizmu lub innego ustroju totalitarnego przez nazwy budowli, obiektów i urządzeń użyteczności publicznej. Zarządzeniem zastępczym z 13 grudnia 2017 wojewoda Artur Chojecki przemianował olsztyńską ulicę Mariana Gotowca na ulicę ks. Tadeusza Borkowskiego.